# Нотатки про Україну й козаків
«Нотатки про Україну й козаків, про яких мало знає Європа» («Notes sur l'Ukraine et les Cosaques qui sont peu connus en Europe») — французькомовний рукописний твір Г.Орлика. Знайдений І.Борщаком у 1920-х рр. у замку Дентевіль (у межах сучасного Паризького округу, Франція). Частина заміток, що збереглася, охоплює політичні події в Середньому Подніпров'ї 1648–1706; містить виписки з газет та книг щодо тогочасної ситуації в Україні. Автор обґрунтовує право українського народу на повстання проти російського царату, проголошує українців "вільним народом", тлумачить документи Переяславської ради 1654, Березневі статті 1654, Коломацькі статті 1687.